# 在互联网上，没人知道你是一条狗

彼得·施泰纳的漫画

“在互联网上，没人知道你是一条狗”（英語：On the Internet, nobody knows you're a dog）是一句互联网上的常用语，因为《纽约客》1993年7月5日刊登的一则由彼得·施泰纳创作的漫画标题而变得流行。这则漫画中有两条狗：一条坐在计算机前的一张椅子上，与坐在地板上的另一条狗说出了漫画的标题：“在互联网上，没人知道你是一条狗”。时至2000年，这一漫画是《纽约客》中被重印最多的一则漫画，施泰纳因为此漫画的重印而赚取了超过50,000美元。

## 历史
漫画家彼得·施泰纳自从1980年开始就为《纽约客》创作。他说道，这则漫画一开始没有吸引太多的注意，但后来却有了它自己的“生命”。施泰纳觉得，这就和创建了表情符号的人一样。实际上，当创作漫画的时候施泰纳对互联网没什么兴趣，尽管他有一个在线的帐号。他回忆道，当时并没有在漫画上加什么“深层”的意义，只是在用一种“编写标题”方式来创作罢了。

## 作为对互联网隐私的评论
这则漫画体现了一种对互联网的理解，强调用户能够以一种不透露个人信息的方式来发送或接受信息的能力。劳伦斯·莱西格认为这是因为TCP/IP协议不强迫用户提供自己的身份证明，尽管用户本地的互联网接入点（如某些大学）可能要求用户实名上网，尽管这样，用户的信息也是由本地互联网接入点保管，不作为在互联网传输信息的一部分。

## 作为对互联网社会学的评论
一项由莫拉翰-马丁和舒马赫（Morahan-Martin and Schumacher）在2000年做出的关于互联网使用的复杂性的研究讨论了这个现象，他们认为表示计算机屏幕前的自己的身份的能力可能是上网的复杂性体现之一。这一常用语可以用于“表示赛博空间将会是自由化的，因为性别、种族、年龄、外貌，甚至于‘狗性’都可以不提供，甚至可以编造或者创造性地夸张这些属性，以达到合法或非法的目的”，这是对Usenet的关键人物约翰·吉尔摩1996年的理解的共鸣。这一短语同时暗示了“计算机扮装”的可能，一个用户可以将自己装扮成不同性别、年龄、种族等等。在另一个层次上，“狗装扮自己的自由，是一种‘升级’为一种特权成员的自由，比如狗可以将自己升级为能够访问互联网的人类计算机用户。”在2007年，这则漫画被用于描述一个17岁的网站创建者是怎样被误认为是一个富有经验的专业互联网使用者，另外作为WikiScanner，能够将维基百科的匿名编辑与拥有该IP地址的企业联系起来的一个程序的隐喻。这可能还与使用互联网于恋童有一定的相关性。

## 影响
这则漫画引出了阿伦·大卫·珀金斯的《没人知道我是一条狗》的上映。这一剧集围绕着六个不同的人展开，他们在现实生活中无法与其他人很好地交流，却因为匿名性，在互联网上找到了社会化的勇气。
1995年时，比尔·盖茨支付了200美元的版权费，在他的《未来之路》中使用这一漫画。

## 参看
- 印象管理
- 網路迷因
- 隐私权
  - 网络实名制
  - 人肉搜索
  - 2011年中国网站用户信息泄露事件
  - 雅虎用户资料遭駭客窃取事件
  - 2018年Facebook用户数据泄露風波
  - 虛擬私人網路

### 引用
1. 1 2 3 4 5 6 7  Fleishman, Glenn. . The New York Times. 2000-12-14  [2007-10-01]. （原始内容存档于2016-03-04） （英语）.
2. 1 2  The New Yorker. . University of North Carolina at Chapel Hill - reprinted for academic discussion. Title 17 U.S. Code. 1993  [2007-10-02]. （原始内容存档于2005-10-29） （英语）.
3. ↑  EURSOC. . EURSOC. 2007  [2007-10-02]. （原始内容存档于2009-01-26） （英语）.
4. ↑  Glenn Fleishman. . The New York Times. 1998  [2007-10-02]. （原始内容存档于2008-10-22） （英语）.
5. ↑  Lessig, Lawrence. . Basic Books. 2006: 35. ISBN 0465039146 （英语）.
6. ↑  （英文）Morahan-Martin, J., & Schumacher, P.(2000).Incidence and Correlates of Pathological Internet Use among College Students. Computers and Human Behavior, 16, 13-29.
7. ↑  Jordan, Tim. . . Routledge. 1999: 66. ISBN 0415170788 （英语）.
8. 1 2  Trend, David. . Blackwell Publishing. 2001: 226–7. ISBN 0631223029 （英语）.
9. ↑  Ryan Singel. . Wired - CondéNet. 2007  [2007-10-02]. （原始内容存档于2008-10-21） （英语）.
10. ↑  Crickey.com.au. . Crickey.com.au - Private Media Pty Ltd,. 2007  [2007-10-02]. （原始内容存档于2016-03-05） （英语）.
11. ↑  Chuck Salter. . CBS KRISTV.com/WorldNow. 2007  [2007-10-02]. （原始内容存档于2007-10-11） （英语）.
12. ↑  Taylor, Maxwell; Ethel Quayle. . Psychology Press. 2003: 97. ISBN 1583912444 （英语）.